# 1891
1891 (MDCCCXCI) je bilo navadno leto, ki se je po gregorijanskem koledarju začelo na četrtek, po 12 dni počasnejšem julijanskem koledarju pa na torek.

## Dogodki
- 15. maj – papež Leon XIII. izda encikliko Rerum Novarum

## Rojstva
- 22. januar - Antonio Gramsci, italijanski filozof, politik in politični teoretik († 1937)
- 24. januar - Abraham Samojlovič Bezikovič, ruski matematik († 1970)
- 11. marec - Michael Polanyi, madžarsko-britanski kemik in filozof († 1976)
- 24. marec - John Knittel, švicarski pisatelj († 1970)
- 14. april - Bhimrao Ramdži Ambedkar, indijski budistični socialni reformator, pravnik in filozof († 1956)
- 22. april - sir Harold Jeffreys, angleški geofizik, astronom, matematik († 1989)
- 23. april - Sergej Sergejevič Prokofjev, ruski skladatelj, pianist († 1953)
- 15. maj - Mihail Afanasjevič Bulgakov, ruski pisatelj († 1940)
- 18. maj - Rudolf Carnap, nemški filozof († 1970)
- 16. junij - Vladimir Aleksandrovič Albicki, ruski astronom († 1952)
- 19. avgust - Milton Lasell Humason, ameriški astronom († 1972)
- 26. september - Hans Reichenbach, nemški filozof († 1953)
- 20. oktober - sir James Chadwick, angleški fizik, nobelovec 1935 († 1974)
- 12. november - Seth Barnes Nicholson, ameriški astronom († 1963)
- 15. november - Erwin Rommel, nemški feldmaršal in vojaški strateg († 1944)
- 26. december - Henry Miller, ameriški pisatelj († 1980)

## Smrti
- 23. junij - Norman Robert Pogson, angleški astronom (* 1829)
- 23. junij - Wilhelm Eduard Weber nemški fizik (* 1804)
- 3. oktober - Édouard Lucas, francoski matematik (* 1842)
- 10. november - Štefan Žemlič, madžarsko-slovenski pisatelj (* 1840)
- 20. december - George Bassett Clark, ameriški astronom, optik (* 1827)
- 29. december - Leopold Kronecker, nemški matematik, logik (* 1823)